# Mikkelin Palloilijat
El Mikkelin Palloilijat (o MP) és un club de futbol finlandès de la ciutat de Mikkeli.

## Història
El club va ser fundat l'any 1929. Fins a l'any 2017 ha jugat 25 cops a la primera divisió finlandesa. Fou dos cops campió de copa a inicis dels setanta.CUP

## Palmarès
- Copa finlandesa de futbol:
  - 1970, 1971
- Segona divisió finlandesa de futbol:
  - 1980, 1983, 1985
- Tercera divisió finlandesa de futbol:
  - 2009